# Emanuel Pastreich
Emanuel Pastreich (Tên tiếng Trung: 贝一明, tiếng Hàn: 임마누엘 페스트라이쉬; tiếng Nhật: エマニュエル・パストリッチ, sinh ở Nashville, Tennessee, 1964) là một học giả người Mỹ lĩnh vực hoạt động chính là Hàn Quốc học. Pastreich là phó giáo sư tại đại học Kyung Hee và là giám đốc Viện châu Á tại Seoul, ông là người viết các bài nghiên cứu về văn học cổ điển Đông Á và các bài về quan hệ quốc tế và công nghệ quốc tế gần đây. Pastreich tuyên bố ứng cử tổng thống Hoa Kỳ với tư cách độc lập vào tháng 2 năm 2020 và tiếp tục chiến dịch tranh cử của mình, đưa ra nhiều bài phát biểu kêu gọi một cách tiếp cận chuyển đổi đối với an ninh và kinh tế.

## Tiểu sử
Pastreich học tại trường Trung học Lowell ở San Francisco, tốt nghiệp năm 1983. Ông bắt đầu học cử nhân tại trường Đại Học Yale năm 1987 chuyên ngành Trung Quốc học, trong thời gian đó ông cũng đến học tại trường Đại học Quốc gia Đài Loan. Pastreich nhận được bằng thạc sĩ Văn học so sánh tại trường Đại học Tokyo vào năm 1991, nơi ông hoàn thành luận văn bằng tiếng Nhật "Edo kôki bunjin Tanomura Chikuden: Muyô no shiga" (Nhà văn Tonomura Chikuden Thời Hậu Kì Edo: Sự Vô Dụng của Tranh và Thơ). Sau đó, ông quay về Mỹ vào năm 1998 và lấy bằng tiến sĩ ngành Đông Á học tại Đại học Harvard. Ông làm giáo sư trợ giảng tại Đại học Illinois tại Urbana- Champaign, Đại học George Washington, và Đại học quốc tế chuyên ngành kinh doanh Solbridge. Pastreich hiện là phó giáo sư Khoa quốc tế học, trường Đại học Kyunghee.

## Hoạt động công nhà nước
Pastreich từng làm tư vấn mảng quan hệ quốc tế cho thống đốc tỉnh Chungnam, tư vấn ngoại giao tại trung tâm nghiên cứu Daedeok Innopolis, trong năm 2010 và năm 2012 ông lần lượt được bổ nhiệm vào thành viên hội đồng quản lý và đầu tư nước ngoài của thành phố Daejeon.

## Nghề nghiệp
Pastreich là giám đốc Viện châu Á, viện tiên phong về lĩnh vực nghiên cứu tương quan trong quan hệ quốc tế, môi trường, và công nghệ khu vực Đông Á. Ông từng làm tư vấn quan hệ quốc tế và đầu tư nước ngoài cho thống đốc tỉnh Chungnam (2007- 2008). Pastreich làm giám đốc trung tâm KORUS House (2005-2007) đứng đầu bộ phận quan hệ quốc tế của Đại sứ quán Hàn Quốc tại Washington D.C, và là tổng biên tập viên tạp chí Dynamic Korea- tạp chí của Bộ Đối Ngoại Hàn Quốc chuyên giới thiệu về văn hóa và xã hội Hàn Quốc.
Xuất bản của ông bào gồm các sách The Novels of Park Jiwon: Translations of Overlooked Worlds, The Visible Vernacular: Vernacular Chinese and the Emergence of a Literary Discourse on Popular Narrative in Edo Japan, Life is a Matter of Direction, not Speed: A Robinson Crusoe in Korea, Scholars of the World Speak out About Korea's Future, ông cũng có các bài phỏng vấn với các học giả hàng đầu như Francis Fukuyama, Larry Wilkerson, và Noam Chomsky về Hàn Quốc đương đại.

## Các sách đã xuất bản

### Sách
- The Novels of Park Jiwon: Translations of Overlooked Worlds (2011). Seoul: Seoul National University Press. ISBN 8952111761.
- The Visible Mundane: Vernacular Chinese and the Emergence of a Literary Discourse on Popular Narrative in Edo Japan (2011). Seoul: Seoul National University Press. ISBN 895211177X.
- (tiếng Hàn) Insaeng eun sokudo anira banghyang ida: Habodeu baksa eui hanguk pyoryugi (Life is a Matter of Direction, Not of Speed: Records of a Robinson Crusoe in Korea) (2011). London: Nomad Books. ISBN 978-89-91794-56-6-03810
- (tiếng Hàn) Segye seokhak hanguk mirae reul mal hada (Scholars of the World Speak Out About Korea's Future) (2012). Seoul: Dasan Books. ISBN 978-89-6370-072
- (tiếng Hàn) Han'gukin man moreu neun dareun daehan min'guk (A Different Republic of Korea—About which only Koreans are Ignorant) (2013). Seoul: 21 Segi Books. ISBN 978-89-509-5108-5